# Археолошко налазиште Чаршија Рипањ
Археолошко налазиште Чаршија Рипањ се налази на благој косини која се од пута Београд – Рипањ спушта ка Топчидерској реци.

## Опис
Систематским археолошким ископавањима 1904. године констатовано је насеље из млађег неолитског периода. По типу насеља, облику земуница, облику посуђа и начину његовог украшавања, статуетама и њиховој изради, као и на основу аналогног материјала, насеље на локалитету Чаршија припада насељима винчанско-плочничке фазе. Живот у њему трајао је од самог почетка до краја овог периода. На основу пронађених примерака керамике, представља једно од најбогатијих и најзначајнијих налазишта млађег неолита на београдском подручју, са културним слојем дебљине три метра. (Керамика нађена на Чаршији нарочито је карактеристична за датовање насеља). Накит и одело на фигурама, представљени су изузетно верно, па могу чинити сигурну основу за проучавање начина одевања и израде накита неолитског човека. Ове представе одела и накита пружају, такође, основу за проучавање етнографских одлика неолитског насеља.